# Gottfried von Einem (Regisseur)
Carl Gottfried von Einem (* 28. Dezember 1940 in Stargard, Pommern) ist ein deutscher Rundfunkregisseur und Hörbuchautor.

## Leben
Gottfried von Einem entstammt dem Einbecker Ratsgeschlecht von Einem. Er wurde als viertes Kind des Kaufmanns Ernst-Egon von Einem (1889–1973) und dessen Frau Mechthild, geb. von Alvensleben (1908–1944), in Stargard in Pommern geboren. Er studierte an der Hochschule für Musik und Theater in Hannover. Seit 1968 war er Hörspielregisseur bei Radio Bremen, später auch beim Deutschlandradio, beim Westdeutschen, Mitteldeutschen, Hessischen und beim Saarländischen Rundfunk. Gottfried von Einem hat bei annähernd 300 Hörspielen Regie geführt.
1990 inszenierte er mit Stück 1 / Stück 2 das erste Hörspiel von Dietmar Guth.

## Hörspielarbeiten

### Autor
| Jahr | Titel                                           | Co-Autor          | Regie               | Sprecher (Auswahl)                                                                              | Produzent                |
| ---- | ----------------------------------------------- | ----------------- | ------------------- | ----------------------------------------------------------------------------------------------- | ------------------------ |
| 2006 | Nackt in Berlin                                 | Hans Helge Ott    | Gottfried von Einem | Hilmar Eichhorn, Peter Kaempfe, Herbert Fritsch, Gabriele Blum, Thomas Kylau, Ulrike Hübschmann | Mitteldeutscher Rundfunk |
| 1996 | Mit dem ICE 550 in den Äther                    | Jürgen Brüggebors | Gottfried von Einem | Jürgen Brüggebors                                                                               | Radio Bremen             |
| 1989 | Ein Leben ohne Stufen                           | Ulrike Petzold    | Gottfried von Einem | Evelyn Hamann, Michael Thomas                                                                   | Radio Bremen             |
| 1988 | Plaisir d’amour                                 | Hans Helge Ott    | Hans Helge Ott      | Hannelore Elsner, Sonja Kramer, Manfred Steffen                                                 | Radio Bremen             |
| 1988 | Einsteigen                                      |                   | Gottfried von Einem | Christian Günther, Alexandra Rottenberger, Harald Halgardt, Gudrun Daube, Manfred Steffen       | Radio Bremen             |
| 1987 | Ein Segen für die Menschheit                    | Hans Helge Ott    | Gottfried von Einem | Otto Sander, Otto Bolesch, Klaus-Peter Grap, Ricarda Benndorf, Christa Jacobs                   | Westdeutscher Rundfunk   |
| 1987 | Unser kleiner Heiner                            | Ulrike Petzold    | Gottfried von Einem | Susanne Schaefer, Gernot Kleinekemper                                                           | Radio Bremen             |
| 1986 | Kopfbauch                                       | Ulrike Petzold    | Gottfried von Einem | Susanne Schäfer, Sabine Postel                                                                  | Radio Bremen             |
| 1986 | Bring dich ein – oder: Annäherung an ein Objekt | Ulrike Petzold    | Gottfried von Einem | Sabine Postel, Gernot Kleinekemper, Werner Staats                                               | Radio Bremen             |

### Regisseur (Auswahl)
| Jahr | Titel                                                           | Autor                   | Sprecher (Auswahl)                                                                                 | Produzent                          |
| ---- | --------------------------------------------------------------- | ----------------------- | -------------------------------------------------------------------------------------------------- | ---------------------------------- |
| 2019 | Der Zahnarzt und der Fußballspieler                             | Karl-Heinz Bölling      | Josef Ostendorf, Ramona Kunze-Libnow, Sebastian Urzendowsky                                        | Mitteldeutscher Rundfunk           |
| 2015 | Die Vertraute                                                   | Irène Némirovsky        | Katharina Schüttler, Sylvester Groth                                                               | Mitteldeutscher Rundfunk           |
| 2013 | Die Störung oder wie Beckett die Maulwürfe vergiftete           | Rainer Wieczorek        | Jens Harzer, Burghart Klaußner                                                                     | Mitteldeutscher Rundfunk           |
| 2010 | Rutkas Tagebuch                                                 | Rutka Laskier           | Arno Lustiger, Zahava Scherz, Jutta Hoffmann, Stanislawa Sapinska, Nina Hoger                      | Mitteldeutscher Rundfunk           |
| 2009 | Die Stunde des Detektivs oder Ödipus im neunzehnten Jahrhundert | Hanjo Kesting           | Lars Rudolph, Christoph Franken, Hilmar Eichhorn, Horst H. Vollmer                                 | Mitteldeutscher Rundfunk           |
| 2006 | Auszeit                                                         | Simone Rehberg          | Ulrike Krumbiegel, Pierre Besson, Reinhard Straube                                                 | Mitteldeutscher Rundfunk           |
| 2004 | Ich will auch Sänger werden                                     | Michael Stauffer        | Stefan Merki                                                                                       | Radio Bremen                       |
| 2004 | Sara tanzt                                                      | Erwin Koch              | Eva Mattes, Matthias Matschke, Renato Grünig, Martin Engler, Susanne Schrader, Gottfried von Einem | Saarländischer Rundfunk            |
| 2003 | Blauer Himmel                                                   | Meike Hauck             | Mavie Hörbiger, Roman Knizka, Eva Linke, Felix Petzold                                             | Radio Bremen                       |
| 2003 | Der graue Engel                                                 | Moritz Rinke            | Lilo Wanders                                                                                       | Radio Bremen                       |
| 2002 | Start me up                                                     | Christine Wunnicke      | Susanne Schrader, Konstantin Graudus, Bernhard Schütz, Deborah Kaufmann                            | Radio Bremen                       |
| 2002 | Nachspiel                                                       | Ror Wolf                | Josef Bilous, Erik Roßbander, Susanne Schrader, Otmar Willi Weber                                  | Radio Bremen                       |
| 2002 | 4 Stunden in Chatila                                            | Jean Genet              | Wolf-Dietrich Sprenger                                                                             | Radio Bremen                       |
| 2002 | „Sehr verehrter Heinz Rühmann ...“                              | Heinz Rühmann, N. N.    | Wolfgang Rostock, Belinde Ruth Stieve                                                              | Radio Bremen                       |
| 2001 | Die Unbekannte mit dem Fön                                      | John von Düffel         | Martin Reinke, Werner Wölbern, Christiane Leuchtmann, Matthias Matschke                            | Mitteldeutscher Rundfunk           |
| 2001 | Wie Nomaden reisen                                              | Wolfgang Hagen          | Wolfgang Hagen, Susanne Eggers                                                                     | Norddeutscher Rundfunk             |
| 2000 | Lisabetha                                                       | Susanne Krahe           | Gisela Trowe, Margret Homeyer, Brigitte Janner, Ursula Hinrichs                                    | Radio Bremen / Sabine Breitsameter |
| 1998 | Wenn ich ein Lokomotivführer wäre                               | Eckhard Mieder          | Lutz Herkenrath                                                                                    | Radio Bremen / Rink                |
| 1998 | Pest Hölle Teufel                                               | Regine Ahrem            | Dirk Böhling, Ingrid Müller-Farney                                                                 | Radio Bremen                       |
| 1998 | Mädchengeburtstag                                               | Daniel Douglas Wissmann | Frances Heller, Michael Kausch, Konstantin Graudus, Ernst-Theo Richter                             | Radio Bremen / Rüdiger Kremer      |
| 1997 | Schinkenbrot                                                    | Martin Eickel           | Wilhelm Mahnke, Christine Pohl, Erika Skrotzki, Christian Redl                                     | Radio Bremen                       |
| 1997 | Briefe an den Kaiser                                            | Achim Tischer           | Rainer Iwersen                                                                                     | Radio Bremen / Rüdiger Kremer      |
| 1996 | Kleine Phantasie mit Folgen                                     | John von Düffel         | Ellen Schulz, Konstantin Graudus                                                                   | Radio Bremen                       |
| 1996 | Wie beim Sprechen                                               | Dietmar Guth            | Barbara Frey, Trudel Wulle, Walter Schultheiß, Otto Sander, Christian Redl, Irm Hermann            | Radio Bremen                       |
| 1996 | Telefonseelsorge                                                | Dietmar Guth            | Hermann Lause, Ulrich Wildgruber                                                                   | Radio Bremen                       |
| 1995 | Seifenoper                                                      | Dietmar Guth            | Judy Winter, Gerd Kunath, Ulrich Wildgruber, Susanne Schrader                                      | Radio Bremen                       |
| 1994 | Freistil oder Der Stand der Dinge                               | Wolf Eismann            | Marion Breckwoldt, Hubert Schlemmer, Thomas Sarbacher                                              | Radio Bremen / Gottfried von Einem |
| 1993 | Das Radio ist aus, Marie ist tot und einer lacht                | David Chotjewitz        | Marlen Diekhoff, Marion Breckwoldt, Hubert Schlemmer                                               | Radio Bremen                       |
| 1992 | Hüben wie Drüben                                                | John von Düffel         | Marie Gode, Evy Gotthardt, Peter Franke, Heinz Schubert                                            | Radio Bremen                       |
| 1992 | Vom Umtausch ausgeschlossen                                     | Eugen Ruge              | Siegfried Kernen, Judy Winter                                                                      | Radio Bremen                       |
| 1991 | Alle Lieder lassen sich nicht singen                            | Margaret Klare          | Charlotte Joeres, Katharina Brauren, Gisela Trowe                                                  | Radio Bremen                       |
| 1990 | Stück 1 / Stück 2                                               | Dietmar Guth            | Friedhelm Ptok, Horst Bollmann, Gisela Johannson                                                   | Radio Bremen                       |
| 1990 | Das Trio in Es-Dur                                              | Eric Rohmer             | Ernst Jacobi, Ulrike Bliefert                                                                      | Hessischer Rundfunk                |
| 1989 | Pensionärstod                                                   | Dietmar Bittrich        | Michael Derda, Karl Michael Vogler                                                                 | Radio Bremen                       |
| 1989 | Worüber man nicht sprechen kann                                 | Adolf Schröder          | Ulrich Wildgruber, Ernst Jacobi, Dieter Hufschmidt, Ulrich Tukur                                   | Radio Bremen                       |
| 1986 | S oder die Survivalbox                                          | Ingomar von Kieseritzky | Thomas Kühlau, Gerd Duwner                                                                         | Radio Bremen                       |
| 1985 | Wenn die bunten Fahnen wehen                                    | Rainer Lewandowski      | Sabine Postel, Jan Philipp Schmidt, Felix Volland                                                  | Radio Bremen                       |
| 1984 | Beschreibung eines Morgens                                      | Ida Fink                | Albert Tisal, Nicola Weisse                                                                        | Radio Bremen                       |
| 1984 | Der Professor und die Kernenergie                               | Stefan Hüfner           | Paul-Albert Krumm, Gunter Cremer, Jochen Schröder                                                  | Saarländischer Rundfunk            |
| 1984 | Zimmer 315                                                      | Eva Maria Mudrich       | Eva Steiner, Helmut Wöstmann, Robert Rathke                                                        | Hessischer Rundfunk                |
| 1984 | Blitzlicht                                                      | Eva Maria Mudrich       | Eva Steiner, Helmut Wöstmann, Sabine von Maydell, Stefan Schwartz                                  | Hessischer Rundfunk                |
| 1983 | Winston und Julia 1984 zu Besuch                                | Richard Hey             | Felix von Manteuffel, Sabine von Maydell, Bruno Ganz                                               | Bayerischer Rundfunk               |
| 1982 | Ich doch nicht                                                  | Helmut Peschina         | Wolf-Dietrich Sprenger, Bernd Kuschmann                                                            | Saarländischer Rundfunk            |
| 1982 | Die Vollversammlung                                             | Jan Christ              | Horst Stenzel, Gesa Badenhorst, Michael Benthin                                                    | Radio Bremen                       |
| 1981 | Amsterdam                                                       | Rudolf Schlabach        | Suzanne von Borsody, Stephan Schwarz                                                               | Hessischer Rundfunk                |
| 1980 | Das Indiz                                                       | Michael Schulz          | Henning Schlüter, Sigrid Hackenberg, Günter Dockerill, Axel Bauer                                  | Radio Bremen                       |
| 1979 | Ein Tag mit mir                                                 | Hermann Moers           | Stefan Wigger, Christine Brandt, Ernst Friedrich Lichtenecker, Ferdinand Dux                       | Radio Bremen                       |
| 1979 | Abgestempelt                                                    | Werner Geifrig          | Sabine Postel, Wolfgang Dörhöfer, Hans-Jörg Hommel                                                 | Hessischer Rundfunk                |
| 1978 | Tiefstart                                                       | Rainer Puchert          | Mathias Michaeli, Susanne Schmidt                                                                  | Saarländischer Rundfunk            |
| 1977 | Normalerweise zieht die Frau mit dem Mann oder Der gute Feind   | Hannelies Taschau       | Sabine Postel, Michael Thomas, Anne Rottenberger, Renate Hobble                                    | Radio Bremen                       |
| 1977 | Wohin mit dem armen T                                           | Hansjörg Martin         | John Waddel, Lydia Bobbeck, Martin Elpers, Romano Cunsolo                                          | Hessischer Rundfunk                |
| 1976 | Heimat. Träume                                                  | Guntram Vesper          | Wilfried Grimpe, Dieter Hufschmidt, Anne Rottenberger, Lothar Ostermann                            | Radio Bremen                       |
| 1973 | Das Kreuz der Schweine                                          | Günter Guben            | Ernst Jacobi, Anne Andresen, Walter Bäumer, Wilfried Grimpe                                        | Radio Bremen                       |
| 1972 | Bei uns zu Haus                                                 | Dietrich Kayser         | Horst Bollmann, Katharina Tüschen, Barbara Petersen, Werner Staats                                 | Radio Bremen                       |
| 1971 | Das vollkommene und das unvollkommene Bild der Höfe             | Guntram Vesper          | Reinhard Allendorf, Helmut Ahner, Ernst August Schepmann, Horst Breiter                            | Radio Bremen                       |
| 1969 | Tee bei Tante Malinchen                                         | Helmut S. Unbehoven     | Edith Heerdegen, Elisabeth Kuhlmann, Ellen Waldeck, Herbert A. E. Böhme, Karl Meixner              | Radio Bremen                       |

## Auszeichnungen
- 2003 Start me up (von Christine Wunnicke): ARD-Nominierung für den Premios Ondas Radio Barcelona
- 2001 Lisabetha (von Susanne Krahe): Robert-Geisendörfer-Preis
- 1999 Jenny (von John von Düffel): Hörspiel des Monats März 1999
- 1998 Mädchengeburtstag (von Daniel Douglas Wismann): Hörspiel des Monats Oktober 1998